# 吕嫩
吕嫩（德語：Lünen，發音：[ˈlyːnən] ⓘ）是德国北莱茵-威斯特法伦州阿恩斯贝格行政区翁纳县的城市，面积59.39平方千米，2023年12月31日人口为87,266人。